# Cinabra bracteata
Cinabra bracteata är en fjärilsart som beskrevs av William Lucas Distant 1897. Cinabra bracteata ingår i släktet Cinabra och familjen påfågelsspinnare. Inga underarter finns listade i Catalogue of Life.